# Prospherysa mimela
Prospherysa mimela är en tvåvingeart som beskrevs av Henry Jonathan Reinhard 1953. Prospherysa mimela ingår i släktet Prospherysa och familjen parasitflugor. Inga underarter finns listade i Catalogue of Life.